# Есар Тењво
Есар Тењво (фр. Essards-Taignevaux) насеље је и општина у источној Француској у региону Франш-Конте, у департману Јура која припада префектури Доле.
По подацима из 2011. године у општини је живело 252 становника, а густина насељености је износила 46,67 становника/km². Општина се простире на површини од 5,4 km². Налази се на средњој надморској висини од 214 метара (максималној 219 m, а минималној 193 m).

## Демографија
| 1962. | 1968. | 1975. | 1982. | 1990. | 1999. | 2011. |
| ----- | ----- | ----- | ----- | ----- | ----- | ----- |
| 205   | 210   | 199   | 163   | 204   | 217   | 252   |

График промене броја становника у току последњих година